# اسمعیل بزاز
اسماعیل بزاز، یا در اواخر عمر حاج اسماعیل بزاز، از جمله مشهورترین دلقک‌های دربار ناصرالدین شاه قاجار بود، که از اهالی شهر اصفهان محسوب می‌شد و در دربار شاه، به کار تقلید و مسخرگی و لودگی اشتغال داشت. از شوخی‌ها و اعمال قبیحی که وی، به منظور خنداندن شاه و درباریان انجام می‌داده، مطالب بسیاری در تاریخ قاجاریه ذکر شده‌ است که نمونه‌هایی از آن را می‌توان در کتاب یادداشتهای روزانه اعتمادالسلطنه مشاهده نمود.
خیابان مولوی تهران، قبلاً بدین دلیل که سکونتگاه وی به‌شمار می‌آمد، به نام وی، خیابان اسماعیل بزاز خوانده می‌شد. 
پسرش علی اکبر نیز در آن خیابان سکونت داشت و مشغول کسب بود 

## سالهای نخست زندگی
اسماعیل بزاز، یکی از دلقک‌های دربار ناصرالدین شاه بود که در ابتدا هم به شغل بزازی اشتغال داشت و هم یکی از اعضای دسته‌های طرب و بازیگرانی بود که به منازل اعیان و رجال می‌رفت و از راه لودگی و مسخرگی، اسباب خنده و شادی آنان را فراهم می‌ساخت. وی به تدریج کارش بالا گرفت و به دربار ناصری هم راه پیدا کرد، و به اصطلاح «شاه‌شناس» شد.
هرچند که برخی در مورد وی گفته‌اند، که وی در زمان کودکی از غلام بچگان خانهٔ ملکزاده خانم عزت‌الدوله، خواهر تنی ناصرالدین شاه بوده‌است. در همین ارتباط مهدی بامداد، از قول دوست نزدیک خود، خلیل ثقفی، شرحی بدین مضمون از آغاز زندگی اسماعیل بزاز نقل کرده و در ضمن آن توضیح داده که این شرح را، خودِ اسماعیل بزاز، در ضمن عملیات خود، برای حضار نقل کرده‌ است:
من در خانه عزت‌الدوله تا سن ده دوازده سالگی غلام بچه (خانه‌شاگرد) بودم، روزی پدرم به درِ خانهٔ عزت‌الدوله آمد و مرا صدا زد و به من گفت: «پسر جان!، آن وقت که من تو را اینجا گذاشتم بچه بودی و حالا هزار ماشاءالله بزرگ شده‌ای و برای اینکه چشم و گوشت بیش از این باز نشود و بعضی چیزها را نبینی، دیگر اینجا نمان، [چون که ماندن در اینجا دیگر] خوب نیست! و بیا تو را دوباره به خانه خودم ببرم.» ، [بدین ترتیب] پدرم مرا از آنجا برد که چشم و گوشم باز نشود و بچهٔ سربراهی باشم، امّا حالا آن پدر کجاست که وضع حاضر مرا ببیند و ببیند که آیا چشم و گوش من باز شده‌ است، یا خیر؟!

## نمونه‌هایی از کردار و رفتار او
محمدحسن اعتمادالسلطنه، در یادداشت‌های خود، به نمونه‌هایی از اعمال اسماعیل بزاز و طرز مسخرگی او، اشاره کرده‌است. وی از جمله می‌نویسد: «»
جمعه ۸ ذی الحجه ۱۳۰۲ هجری قمری: امروز شتر قربانی حضور شاه آورده بودند، اسمعیل بزاز در حضور شاه بازی درآورده بود و با پسر خود (علی‌اکبر) لواط می‌کرد؛ یعنی نه لواط حقیقی، [بلکه] مشابه لواط، و گفته بود: «این پسر که عاقبت به این و آن… خواهد داد، پس چرا من خودم نکنم؟!»، بسیار این مقلدی‌ها قبیح است، بعد شتر و مطاربه [جمع مطرب] را اندرون برده بودند، برای ملیجک.
یا در نمونه‌ای دیگر، می‌نویسد:
۲۱ ذی الحجه ۱۳۰۵ هجری قمری: هنگام مراجعت شاه از شهرستانک به تهران، به اغلب ملتزمین [=همراهان شاه]، شال و خلعت داده شد. اسماعیل بزاز هم که مقلد معروفی است، عرض کرد: «حالا که به هر سگ و گربه خلعت دادید، ما را هم از این نمد، کلاهی [بدهید]!»، شالی هم به او مرحمت شد.
و یا نمونه‌ای دیگر:
محرم ۱۳۰۶ هجری قمری: بعد از ختم تعزیه در تکیه دولت، سفراء انگلیس و ایتالیا با اتباعشان آمده بودند تماشا. اسمعیل بزاز، با قریب دویست نفر از مقلدین و عمله طرب که [همراه او] بودند، با ریش‌های سفید و عاریه و لباس[های] مختلف، از فرنگی و رومی و ایرانی، ورود به تکیه کردند و حرکات قبیح از خودشان بیرون آوردند، طوریکه مجلس تعزیه از تماشاخانه بدتر شد!
و همچنین این نمونه:
۱۴ رجب ۱۳۰۶ هجری قمری: دیشب شاه تماشاخانه رفته بود. اسمعیل بزاز، بازی سرهنگ مجبوری درآورده بود.
و نمونه‌ای که بیانگر میزان درآمدی است که اسماعیل بزاز از دلقک‌بازی خود به‌دست می‌آورده‌ است:
شنبه ۹ رجب ۱۳۰۷ هجری قمری: امروز خُلق همایون بهتر از دیروز بود. دیشب هم تماشاخانه تشریف برده بودند، اسمعیل بزاز بازی درآورده بود. می‌گویند وی [در همان یک شب] چهارصد تومان مداخل کرده‌ است.

## دربارهٔ او
گفته می‌شود که اسماعیل بزاز، عضو اصلی گروه تقلید یا نمایشی بود که به هنگام افتتاح تالار دارالفنون، نمایش طبیب اجباری، اثر مولیر را به روی صحنه آوردند. در این نمایش که جزو نمایش‌های روحوضی طبقه‌بندی می‌شود، به جای استفاده از ترجمه اعتمادالسلطنه از شیوهٔ متداول نزد خود بازیگران گروه، یعنی از شیوهٔ بازی فی البداهه استفاده شده بود.
ناصر نجمی نیز دربارهٔ اسماعیل بزاز نوشته‌است:
اسمعیل بزاز یکی از سر دسته‌های مطرب‌های تهران بود. او که جوان اصفهانی بود با خوشمزگی‌های مخصوص اصفهانی‌ها در آن روزگار هنرپیشه روحوضی بود. اسمعیل ذاتاً مردی خوش قلب و انسانی شریف بود که در این اواخر ضمن مطربی به کار بزازی می‌پرداخت، ولی آنچه از کار مطربی و دلقکی به دست می‌آورد به فقراء و مستمندان می‌بخشید.

## عاقبت وی
اسماعیل بزاز، در اواخر عمر دست از دلقک‌بازی و تقلید و مسخرگی کشید و تائب شد. وی برای زیارت خانه خدا به مکه رفت و حاجی شد و نامش به حاج اسماعیل بزاز، تغییر یافت. وی سپس از پول‌هائی که در مدت کار کردن خویش در دربار جمع‌آوری و اندوخته کرده بود، مسجدی عالی در نزدیکی خانهٔ مسکونی خویش، به نام مسجد اسماعیل بزاز بنا کرد.
از یادداشت زیر که در کتاب خاطرات روزانه اعتمادالسلطنه نقل شده‌است، چنین برمی آید که توبه اسماعیل بزاز، در حدود سال ۱۳۱۰ هجری قمری صورت پذیرفته‌است:
۲۳ ربیع‌الاول ۱۳۱۰ هجری قمری: امروز آش‎پزان، معمول بود، فرقی که با سنوات قبل داشت، توبه اسماعیل بزاز بود [که قبلاً در مراسم آش‎پزان، نقش مقلد را داشت]، به جای او، اکبر غوره‎نامی مقلد شد و بسیار تلخ و بی‌مزه بود.